# 李璽 (成化進士)
李璽（1453年—？），字德貴，江西建昌府南豐縣人，軍籍，明朝政治人物。

## 生平
江西鄉試第九名舉人。成化二十三年（1487年）中式丁未科會試第一百十二名，三甲第一百二十二名進士。都察院理刑，十六年三月授雲南道试監察御史，十二月实授，十八年十二月以失儀下鎮撫司监狱，不久释放復職，正德三年（1508年）四月因断案不当贬为邓州判官，六年再贬为边方驿丞，歷升兵部署员外郎，五年九月升河南按察司副使。

## 家族
曾祖李尚文；祖父李宗賢，遇例冠帶；父李時清，母丁氏。具庆下。